# كرايغ موناغان
كرايغ موناغان (بالإنجليزية: Craig Monaghan)‏ هو شخصية أعمال أمريكي، ولد في 1957.